# Garbology
Garbology è un album in studio collaborativo del rapper Aesop Rock e del produttore discografico Blockhead, pubblicato nel 2021.

## Tracce
Testi e musiche di Ian Bavitz, eccetto dove indicato.
1. The Only Picture – 0:46
2. Jazz Hands – 3:25
3. Wolf Piss – 3:33
4. Legerdemain – 4:33
5. Difficult – 4:06
6. All the Smartest People – 2:06
7. Oh Fudge – 3:03
8. More Cycles – 4:09
9. Flamingo Pink – 3:56
10. All Day Breakfast (with Homeboy Sandman) – 2:54 (Bavitz, Angel Del Villar II)
11. Fizz – 4:38
12. That is Not a Wizard – 4:32
13. The Sea – 4:09
14. Abandoned Malls – 5:05